# Winkenhughesia thyrsites
Winkenhughesia thyrsites är en plattmaskart som först beskrevs av Hughes 1928.  Winkenhughesia thyrsites ingår i släktet Winkenhughesia och familjen Gastrocotylidae. Inga underarter finns listade i Catalogue of Life.